# الکل ایزوآمیل
الکل ایزوآمیل (به انگلیسی: Isoamyl alcohol) با فرمول شیمیایی C۵H۱۲O یک ترکیب شیمیایی با شناسه پاب‌کم ۳۱۲۶۰ است. که جرم مولی آن 88.148 g/mol می‌باشد. شکل ظاهری این ترکیب، مایع بی‌رنگ است.
این ماده شیمیایی جهت تست چربی شیر مورد استفاده قرار می گیرد، به طوری که یک سی سی از آن را با 11 سی سی شیر و 10 سی سی اسید سولفوریک 91 درصد ترکیب کرده و آن را سانتریوفیوژ نموده و در نهایت چربی شیر جداسازی می شود. الکل آمیلیک نقش جدا کننده چربی از شیر را ایفا می کند.